# 第26屆傳藝金曲獎
第26屆傳藝金曲獎，由國立傳統藝術中心主辦，參賽限2014年臺灣地區為首次發表地區之作品。獎項於2015年7月2日公布入圍名單，8月1日晚間7點在中山堂舉行頒獎典禮，中天娛樂台於8月2日晚間6點播出頒獎典禮。

## 報名資格與統計
本屆自2015年1月7日至3月6日受理報名，凡於2014年以臺灣地區為首次發表地區的作品均可參賽，其中出版類參賽作品應以CD或DVD形式發行。特別獎推薦時間至2015年6月15日止。共計有142家報名單位、提送157張專輯、2254件作品參賽，共入圍58件。

### 評審團
總召集人：林谷芳
戲曲表演類：

## 入圍暨得獎名單
| 以表示得獎者 |

## 外部連結
- 第26屆傳藝金曲獎官方網站